# Арія да капо
Арія да капо (італ. da capo aria) — музична форма арій, яка була поширеною в епоху барокової музики. Її співає сольний виконавець під акомпанемент інструментів, часто невеликий оркестр. Арія да капо дуже поширена в музичних жанрах опери та ораторії. За словами Ренделя, ряд композиторів бароко (Гассе, Гендель, Порпора, Лео та Вінчі) за час своєї кар'єри написали понад тисячу арій да капо.

## Форма
Арія да капо має складну тричастинну форму, тобто вона складається з трьох частин. Перший частина — це завершена музична форма, що закінчується тонічним ключем, і, в принципі, її можна співати окремо. Друга частина відрізняється від першої за своїм музичним ключем, текстурою, настроєм, а іноді й темпом. Третя частина, як правило, не записувалася композитором, він просто вказував напрямок «da capo» (італ. «від голови»; від початку) — маючи на увазі спочатку, що означало, що першу частину слід повторити повністю.
Текст арії да капо, як правило, мав віршовану форму або іншу віршовану послідовність, яка була написана у двох строфах, перша для розділу A (звідси пізніше повторюється) і друга для B. Кожна строфа складалася із трьох до шести рядків і закінчувалася рядком, який містив закінчення чоловічого роду. 

## Імпровізація
У третій частині від співака часто очікувалася імпровізація у формі варіацій та орнаментики, для того щоб не було простого повторення першої частини. Особливо це стосувалося арій да капо, написаних у повільніших темпах, де була більша можливість імпровізувати. Здатність до імпровізації варіацій та орнаментики була майстерністю, засвоєною всіма сольними співаками. Зменшення цих навичок після епохи бароко, можливо, є причиною того, що арія да капо в кінцевому підсумку набула репутації музично тьмяної форми. Автентичний виконавський рух, починаючи з середини ХХ століття, відновив імпровізацію у виконанні арій да капо, хоча ця практика ще не стала універсальною навіть серед автентичних виконавців. 

## Відомі приклади
Ораторія «Месія» (1742) Георга Генделя включає у себе дві добре відомі арії да капо: «He Was Despised» (для альта) і «The Trumpet Shall Sound» (для баса). Кантата Йоганна Баха «Jauchzet Gott in allen Landen», BWV 51 (1730), починається із яскравої арії да капо для сопрано, соло труби та струнних.